# Alive (EP Big Bang)
Alive è il settimo EP del gruppo musicale sudcoreano Big Bang, pubblicato il 29 febbraio 2012 dalla YG Entertainment.

## Tracce
1. Intro (Alive) – 0:48 (G-Dragon, Teddy, T.O.P, Dee.P)
2. Blue – 3:53 (G-Dragon, T.O.P, Teddy)
3. Love Dust (사랑먼지?, SarangmeonjiLR) – 3:52 (G-Dragon, T.O.P, Teddy)
4. Bad Boy – 3:57 (G-Dragon, T.O.P, Choice37)
5. Ain't No Fun (재미없어?, JaemieobseoLR) – 3:42 (G-Dragon, T.O.P, D.J Murf, Peejay)
6. Fantastic Baby – 3:51 (G-Dragon, T.O.P, Teddy)
7. Kang Dae-sung – Wings (날개?, NalgaeLR) – 3:43 (G-Dragon, Daesung, P.K)

Tracce della riedizione Big Bang Special Edition: Still Alive
1. Still Alive – 3:18 (G-Dragon, Teddy, T.O.P, Dee.P)
2. Monster – 3:51 (G-Dragon, T.O.P, P.K)
3. Feeling (versione coreana) – 3:35 (G-Dragon, T.O.P, Boys Noize)
4. Fantastic Baby – 3:51 (G-Dragon, T.O.P, Teddy)
5. Bad Boy – 3:57 (G-Dragon, T.O.P, Choice37)
6. Blue – 3:53 (G-Dragon, T.O.P, Teddy)
7. Bingle Bingle (빙글빙글?, Binggeul BinggeulLR) – 3:00 (Teddy, G-Dragon, T.O.P, Seo Won-jin)
8. Ego (versione coreana) – 3:25 (G-Dragon, T.O.P, Ham Seung-cheon, Kang Uk-jin)
9. Love Dust (사랑먼지?, SarangmeonjiLR) – 3:52 (G-Dragon, T.O.P, Teddy)

## Classifiche
| Classifica (2012) | Posizione massima | Posizione massima |
| Classifica (2012) | Alive             | Still Alive       |
| ----------------- | ----------------- | ----------------- |
| Corea del Sud     | 1                 | 1                 |
| Giappone          | 6                 | —                 |
| Stati Uniti       | 150               | —                 |

## Date di pubblicazione
| Paese         | Data di pubblicazione | Edizione    | Formato/i             | Etichetta           | Note   |
| ------------- | --------------------- | ----------- | --------------------- | ------------------- | ------ |
| Mondo         | 29 febbraio 2012      | Alive       | Download digitale     | YG                  | [ 5 ]  |
| Corea del Sud | 29 febbraio 2012      | Alive       | CD, download digitale | YG, KMP Holdings    | [ 6 ]  |
| Taiwan        | 27 marzo 2012         | Alive       | CD                    | Warner Music Taiwan | [ 7 ]  |
| Mondo         | 3 giugno 2012         | Still Alive | Download digitale     | YG                  | [ 8 ]  |
| Corea del Sud | 3 giugno 2012         | Still Alive | Download digitale     | YG                  | [ 9 ]  |
| Corea del Sud | 6 giugno 2012         | Still Alive | CD                    | YG, KMP Holdings    | [ 10 ] |
| Taiwan        | 29 giugno 2012        | Still Alive | CD, CD+DVD            | Warner Music Taiwan | [ 7 ]  |